# Piloto de altura

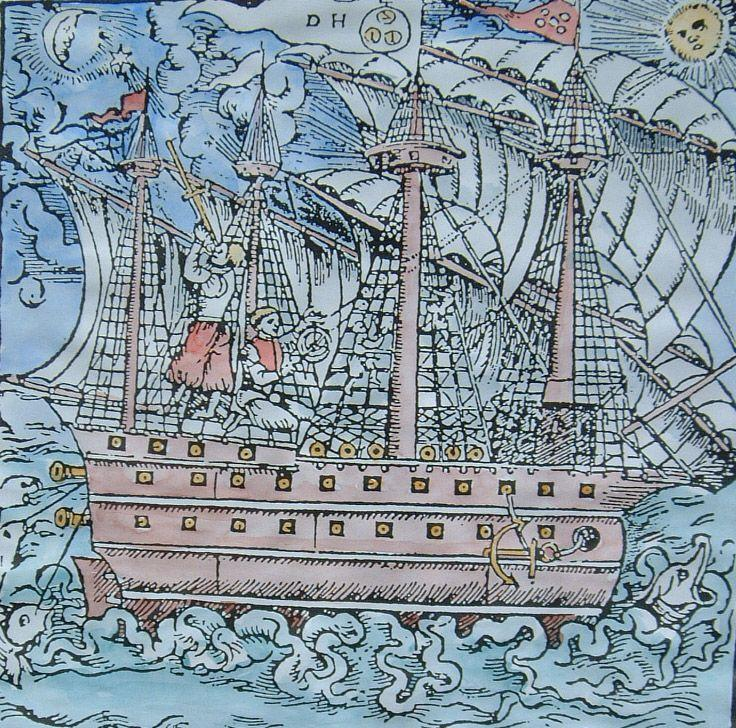
Piloto de altura,

Un piloto de altura o piloto (modernamente, también oficial de navegación o navegante), es la persona encargada de la navegación o conjunto de tareas que permiten determinar la posición de un barco y el rumbo a seguir para llegar hasta el destino deseado. En alta mar, tiene además un rol importante en la previsión a largo plazo con el fin de tomar las mejores decisiones posibles para la navegación en función de las corrientes, el clima y los vientos.
Cerca de las costas, el piloto debe a menudo prestar atención a la seguridad del barco fijándose zonas de navegación en función del estado de la marea, de la profundidad de los bajíos y escollos o de los canales a seguir para evitar embarrancar. En estos casos, especialmente en ciertas costas, ríos y puertos, la especialización en el conocimiento del entorno, era tan importante, que dio lugar desde el principio a un tipo de piloto especializado denominado "piloto práctico" o simplemente "práctico".
El término navegante es utilizado también para designar toda persona que viaja en alta mar, en solitario o como marinero profesional, y en particular para la práctica del deporte de vela (Skipper).

## Historia
En primer lugar para descubrir la ciencia de la navegación son los fenicios y navegando significa que la nave capitana y la palabra de navegación (en inglés navegación) se deriva de la palabra latina que significa un barco de Navis y la palabra están de acuerdo y sacar su significado.
El piloto mayor era un cargo designado por la Corona española que consistía en la preparación y ejecución de expediciones para la Casa de la Contratación de Indias.
Para poder ocupar este puesto se requería ser un experto navegante con capacidad de circunnavegar el globo terráqueo, trazar rutas marítimas y elaborar mapas para incorporarlos al padrón real. Entre las responsabilidades de un piloto mayor también estaban las de ser sinodal de aspirantes al puesto de piloto navegante y censor de cartas e instrumentos de navegación. Para realizar sus funciones contaba con ayuda de otros pilotos y cartógrafos.

### Formación de pilotos

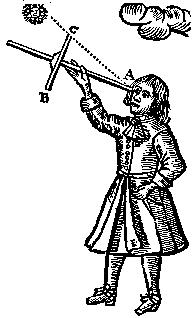
Arbalestilla en la obra de Medina.

Pedro de Medina escribió libros de pilotaje y fabricó los dispositivos necesarios para la navegación a las Indias. En febrero de 1539, en relación con lo anterior, fue admitido como examinador en Sevilla de los pilotos y maestres que debían hacer la derrota de Indias y trabajó en el entorno de su Casa de Contratación, agencia gubernamental española que controlaba la exploración y colonización del Nuevo Mundo, aunque nunca estuvo empleado en ella; pronto se apercibió de los defectos en la formación de los pilotos y en el instrumental, libros y cartas náuticas que manejaban, por lo cual escribió al rey Carlos I una Representación sobre el desorden que había en las cartas e instrumentos de navegación, y en los exámenes de pilotos y maestres. La carta hizo un efecto fulminante, pues por real orden del 22 de febrero de 1545 se prohibió al cartógrafo Diego Gutiérrez que siguiese fabricando las cartas e instrumentos de navegación que, según Medina, tanto mal hacían a los estudiantes. Y ese mismo año salió su famosísimo Arte de navegar en ocho libros, seguramente una reelaboración y ampliación consultada de su Libro de Cosmografía inspeccionada previamente por el Consejo de Indias. 
En 1549 fue designado cosmógrafo real honorario. Como cartógrafo realizó uno de los primeros mapamundis, sumamente exacto, en su Cosmographia (1550). El Arte es el primer tratado europeo sobre navegación (aunque el de Martín Cortés, publicado en Cádiz en 1551 fue también muy relevante): Arte de navegar en que se contienen todas las reglas, declaraciones, secretos y auisos a que la buena navegación son necessarios, y se deuen saber. Ahí define las líneas del rumbo o loxodrómicas. Alonso de Chaves, cosmógrafo mayor, manifestó que el Arte había sido una recopilación de Medina y otros autores habían colaborado. Diego Gutiérrez y otros autores declararon que habían ayudado en partes del libro y el propio Medina reconoció la ayuda de Francisco Faleiro y de Alonso de Santa Cruz en otras ocasiones, aunque no en la redacción de este libro. Fue traducido quince veces al francés entre 1554 y 1663, seis veces al alemán entre 1576 y 1633, cinco veces al holandés (de 1580 a 1598), tres veces al italiano (1554-1609) y dos veces al inglés. Es difícil no apercibir la importancia que tuvo esta obra en el desarrollo de la navegación de altura. En 1552 se publicó una edición castellana abreviada con el título de Regimiento de navegación donde suprimió la mayor parte del material teórico relativo a la esfera e incluyó sólo los aspectos realmente necesarios para los pilotos. Otro Regimiento, que apareció en 1563, actualizó este compendio popular con veinte "Avisos" adicionales para el piloto práctico.

### sigloXVIII
Jorge Juan es nombrado en 1752 director de la Academia de Guardias Marinas, cargo de mucha responsabilidad, donde Jorge Juan implantará las enseñanzas más avanzadas de la época, contratando a profesores competentes y relegando a quienes no consideraba capacitados. Fundará el Observatorio Astronómico de Cádiz, dotándolo con los mejores aparatos de la época y manteniendo correspondencia de sus observaciones con las Academias de París, Berlín y Londres.
La promulgación de la disposición del 12 de octubre de 1778, que había acabado con el monopolio de los puertos del sur de España (Sevilla y Cádiz), hizo progresar la navegación atlántica desde los demás puertos de España. La necesidad de disponer de pilotos, la intervención de los cuales era legalmente imprescindible para las rutas de ultramar, fueron el motivo por el cual se fundaron distintas escuelas de pilotos en España entre ellas las de Barcelona y Arenys de Mar.